# Alfred A. Knopf Jr.
Alfred Abraham Knopf Jr. (White Plains (Nueva York), 17 de junio de 1918 – 14 de febrero de 2009) fue un publicista estadounidense, fundador de Atheneum Publishers en 1959.

## Biografía
Fue el único hijo de Alfred Abraham Knopf y Blanche Wolf, fundadores de la editorial Alfred A. Knopf en 1915. En 1921, Knopf estudió en Birch Wathen School mientras sus padres estaban en Europa. A los siete años, en 1925, fue enviado al Riverdale Country School en el Bronx (Nueva York). De 1933 a 1937 fue a la Phillips Exeter Academy y posteriormente en la Union College durante tres años.
El verano siguiente se graduó en Exeter y se escapó de casa, respondiendo por haber sido rechazado por Universidad de Princeton. Perseguido por la policía, fue encontrado en Salt Lake City.
Durante la Segunda Guerra Mundial, Knopf se unió a las Fuerzas Armadas y sirvió en el 446ª Grupo de bombardeo de 8ª Fuerza Aérea. Durante su tiempo en el servicio, pilotó el bombardero B-24 "Rough Buddy" a través de casi 100 misiones junto al ingeniero Richard E. Morton y se licenció como capitán.
En 1952, se casó con Alice Laine y tuvieron tres hijos, Alison Knopf Insinger, Susan Knopf y David A. Knopf.
Fue uno de los fundadores de Atheneum Publishers en 1959. Murió el 14 de febrero de 2009, por complicaciones con un caída.